# Девід Тод Вілкінсон
Давид Тод Вілкінсон (англ. David Todd Wilkinson; 13 травня 1935 — 5 вересня 2002, Принстон)  — американський фізик, космолог, один з першовідкривачів космічного мікрохвильового випромінювання (в російськомовній літературі реліктове випромінювання), яке залишилося від т.з. Великого Вибуху.

## Біографія
Народився 13 травня 1935 р. в Хіллсдейлі (англ. Hillsdale), штат Мічиган, США. Батьки — Гарольд Вілкінсон (англ. Harold Wilkinson) і Телма Тод (англ. Thelma Todd). Закінчив Мічиганський університет і отримав ступінь доктора філософії під загальним керівництвом Річарда Крейна (англ. H. Richard Crane).
Елегантність з якою Вілкінсон експериментально виміряв гіромагнітне відношення дозволила Роберту Генрі Діке (англ. Robert Henry Dicke) запросити його в Принстонський університет, в якому він і пропрацював професором фізики з 1965 р. до своєї смерті в 2002 р.

## Наукова діяльність
Діке запропонував Вілкінсону та Пітеру Роллу (англ. Peter G. Roll) модернізувати радіометр, який він винайшов ще в середині 40-х років, за допомогою якого можна було б виміряти космічне фонове випромінювання, теоретичне передбачення якого було здійснено Георгієм Гамовим, Ральфом Алфером (англ. Ralph Alpher) та Робертом Германом (англ. Robert Herman) ще в 1948 р. Ця пропозиція Діке і сформувала напрям основної наукової діяльності Вілкінсона. Більше того, з неї наочно випливає як проста співбесіда може змінити хід історії розвитку фізики в цілому.

### «Діамантовий блиск» слави
В той час, коли Вілкінсон та Ролл вдосконалювали свій радіометр Діке, за сорок миль від Принстона в лабораторії фірми Белл (англ. Bell Labs) Арно Пензіас (англ. Arno Penzias) та Роберт Вільсон (англ. Robert Wilson) також займалися поліпшенням характеристик свого радіометра супутникової рупорної антени. Проте це поліпшення було не абстрактним, як у випадку Вілкінсона-Ролла, а конкретним — під час вимірювання теплових шумів супутникової антени направленої просто на «голубе небо»! Таким чином, питання пріоритету тут тривіально за Пензіасом та Вільсоном, простими інженерами фірми Белл, які навіть не здогадувались про існування концепції т.з. Великого Вибуху!
Проте згідно зі спогадами колеги Вілкінсона Джеймса Піблеса (англ. P. Jemes E. Peebles) ситуація виглядала дещо по іншому. В 1965 році чутки про наступний експеримент Вілкінсона-Ролла досягли фірми Белл, яка в той час займалася проблемою зменшення шуму для мікрохвильової системи супутникової навігації. Рупорна антена приймала дещо завищений тепловий шум, який Пезіас та Вільсон відносили до навколишнього середовища на довжині хвилі 7.4 см. Проте вони не могли ідентифікувати цей тепловий шум антенної системи, оскільки були спеціалістами по радіотехніці (радіофізиці). Очевидно, що група з Принстона знала, що шукала, проте її «обігнали на повороті» (англ. were famously scooped) .
Якби там не було, проте Бернард Бурке (англ. Bernard F. Burke), товариш Вільсона розказав йому про майбутню статтю, яку він бачив у Піблеса про можливість спостереження теплового випромінювання від т.з. Великого Вибуху, і до них дійшла справжня важливість отриманого «негативного результату»! Пензіас зустрівся з Діке і в результаті обидві статі були одночасно надіслані в журнал Astrophysical Journal Letters. В 1979 році Нобелівська премія була присуджена Пензіасу та Вільсону (Капіца тут не в темі)
,
.

### Посмертна реальна слава
Ця «невдача» загартувала характер Вілкінсона і він присвятив все подальше життя дослідженню «реліктового випромінювання». В середині 70-х років він передбачив дипольну анізотропію викликану рухом Сонячної системи відносно цього випромінювання, а у 80-х передбачив анізотропію. Маючи хороші знання метрології, він по суті сформував т.з. «метрологію вимірювання параметрів Всесвіту»! Враховуючи терплячий характер та схильність до «хитрих багатоходових комбінацій» (недаром він мав прізвище по матері — Тод («Лис» — середньовічна англійська!), Вілкінсон сприяв і брав активну участь у різноманітних супутникових місіях НАСА NASA:
Космічний Дослідник Фонового Випромінювання (англ. Cosmic Background Explorer (COBE)) та Мікрохвильова Проба Анізотропії Вілкінсона (англ. Wilkinson Microwave Anisotropy Probe (WMAP)), яку назвали на його честь через пів року після його смерті від раку.
Його чисельні нагороди включають (англ. Princeton President's Award for Distinguished Teaching), обрання членом Національної Академії Наук США в 1983 р. та нагородження медаллю Джеймса Крейга Вотсона (2001).